# Раптовий удар (фільм)
«Раптовий удар» (англ. «Sudden Impact») — американський бойовик 1983 року, режисера Клінта Іствуда, він же виконав головну роль. Четвертий фільм із серії про поліцейського «Брудного Гаррі».

## Сюжет
Четвертий фільм про поліцейського Гаррі Каллаган на прізвисько «Брудний». Таке незвичайне прізвисько він отримав не випадково: Гаррі не гребує ніякими методами, борючись зі злочинним світом. Вбивство для нього — норма. Місцевий шеф поліції намагається остудити зухвалого підлеглого, але Гаррі не збирається міняти свої стиль. Влада Сан-Франциско збентежені подібною поведінкою Каллагана і, від гріха подалі, відправляють детектива розслідувати справу у Сан-Пауло. У приморському містечку Гаррі виходить на слід серійного вбивці Дженніфер Спенсер. Вона вбиває чоловіків, які колись взяли участь у звірячому зґвалтуванні її самої і її молодшої сестри. Джен вбиває витончено — вона хоче, щоб перед смертю її жертви помучилися, тому спочатку стріляє в пах. Гаррі прибуває на місце, але його не чекає теплий прийом з боку поліцейських Сан-Пауло. Вони знають про жорстокі методи Каллагана, і тільки й чекають, щоб Гаррі покинув їхнє містечко…

## У ролях
| Актор                | Роль               |
| -------------------- | ------------------ |
| Клінт Іствуд         | Гаррі Каллаган     |
| Сондра Лок           | Дженніфер Спенсер  |
| Пет Гінгл            | шеф Дженінгс       |
| Бредфорд Діллман     | капітан Бріггс     |
| Пол Дрейк            | Майк               |
| Одрі Дж. Нінан       | Рей Паркінс        |
| Джек Тібо            | Крюгер             |
| Майкл Каррі          | лейтенант Доннеллі |
| Альберт Попвелл      | Горацій Кінг       |
| Марк Кейлун          | офіцер Беннетт     |
| Кевін Мейджор Говард | Гокінс             |
| Бетті Форд           | Лія                |
| Ненсі Парсонс        | місіс Крюгер       |
| Джо Беллан           | кремезний детектив |
| Венделл Веллман      | Тайрон             |
| Мара Кордей          | офіціантка кафе    |

## Знімальна група
- Режисер — Клінт Іствуд
- Сценаристи — Джозеф Стінсон, Дін Райснер, Гаррі Джуліан Фінк, Ріта М. Фінк, Ерл Е. Сміт, Чарльз Б. Пірс
- Оператор — Брюс Сертіс
- Композитор — Лало Шифрін
- Художник — Едвард С. Карфанго, Ерні Бішоп
- Продюсери — Фрітц Мейнс, Клінт Іствуд, Стів Перрі